# بروساس
بروساس (به اسپانیایی: Brozas) یک منطقهٔ مسکونی در اسپانیا است که در استان کاسرس واقع شده‌است. بروساس ۳۹۷ کیلومتر مربع مساحت دارد ۴۱۱ متر بالاتر از سطح دریا واقع شده‌است.